# Шервёй
Шервёй (норв. Skjervøy) — коммуна в фюльке Тромс в Норвегии. Административный центр коммуны — деревня Шервёй, где проживают большинство жителей коммуны. Шервёй был признан коммуной 1 января 1838 года. Две новых коммуны Квенанген и Нуррейса была отделена от Шервёя в 1863 и 1886 годах соответственно. Часть коммуны Шервёй, располагавшаяся на материке, была передана коммуне Нуррейса 1 января 1972 года.

## Общая информация

### Название
Коммуна (первоначально приход) была названа в честь маленького остова Skjervøya (старонорвежский: Skerføy), потому что там была построена первая церковь. Первая часть названия коммуны, слово skerf означает «Скалистая земля», окончание названия, слово øy — означает остров. До 1909 года название коммуны писалось как Skjervø.

### Герб
У коммуны современный герб. Он был принят 27 марта 1987 года. На гербе изображена чёрная голова баклана на серебряном фоне. Баклан символизирует, что жизнь прибрежной коммуны, как и птицы, зависит от рыболовства. Так же баклан является очень распространённой птицей в коммуне.

## География
Территория коммуны состоит из нескольких островов, центральным из которых является Арнёя. Большинство жителей, однако, живут на сравнительно небольшом острове Шервёя, где в центральном городе проживают более 2 тыс. людей. Основными отраслями производства являются рыболовство и судостроение.

## История
Церковь города Шервёй датирована 1721 годом и является старейшей деревянной церковью в фюльке Тромс. В Маурсунне хорошо сохранились дома XIX века.

## Транспорт
Береговой экспресс Хуртигрутен совершает остановку в Шервёе. Существует лодочное сообщение с Тромсё. Подводный тоннель соединяет остров с материком. Так же налажено паромное сообщение с Арнёей и Лаукёей.